# Oberreit (Feldkirchen-Westerham)

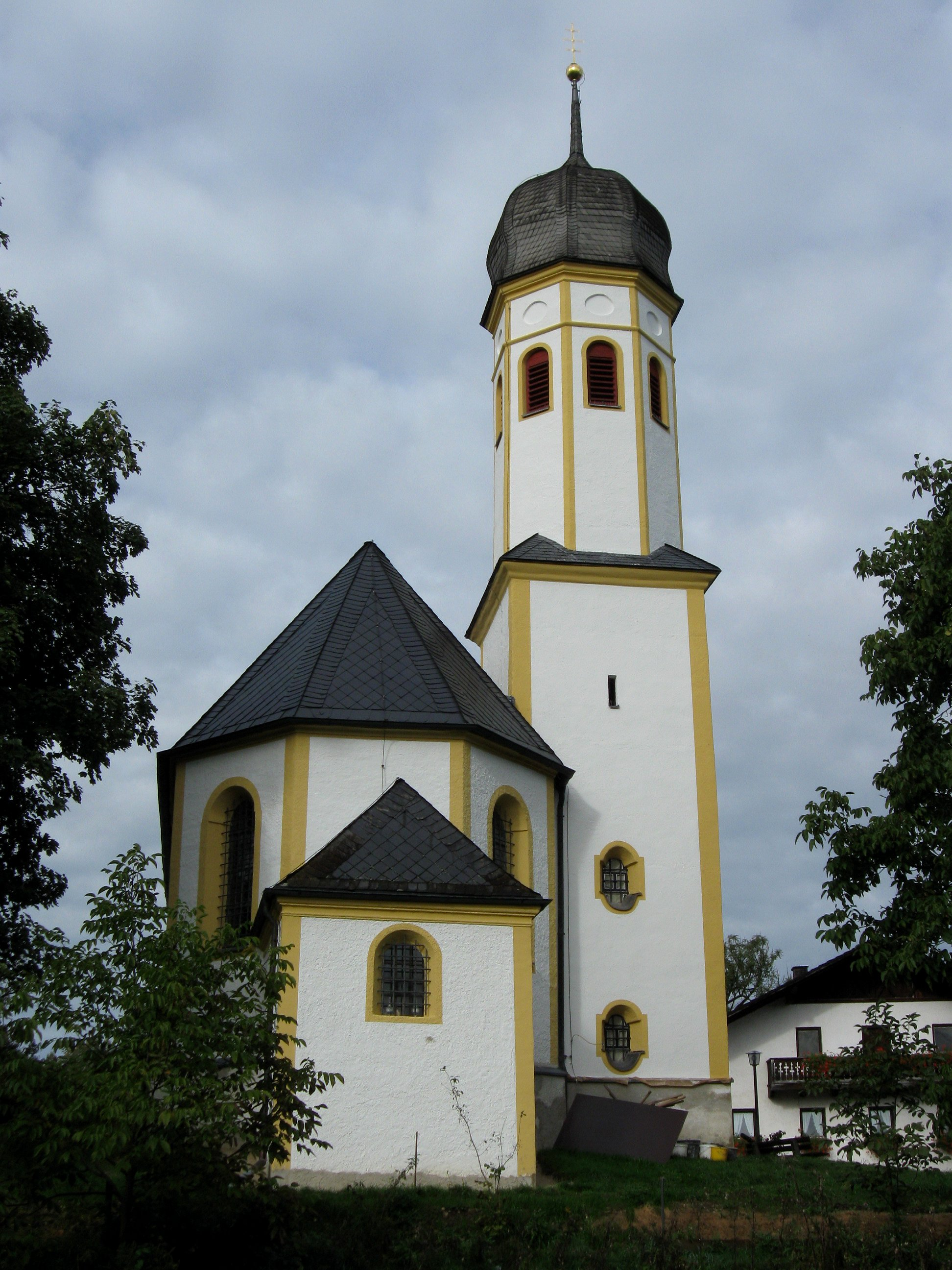
Katholische Kirche Mariä Opferung

Oberreit ist ein Ortsteil der Gemeinde Feldkirchen-Westerham in Oberbayern. Das Kirchdorf liegt im Westen der Gemeinde auf einer Höhe von 612 m ü. NN und hat 106 Einwohner (Stand: 31. Dezember 2004). Im Jahr 1752 bestand das Dorf aus sechs Anwesen.

## Sehenswürdigkeiten
Die Filialkirche Mariä Opferung (21. November) war früher eine viel besuchte Wallfahrtskirche. Sie stammt aus der Zeit um 1500: Das Weihwasserbecken trägt die Jahreszahl 1477. Im 17. Jahrhundert wurde die Kirche barockisiert, im 18. Jahrhundert das Gewölbe mit Rokoko-Stuckaturen verziert. Der Altar der Kirche stammt aus dem Frühbarock um 1650, das Gnadenbild auf dem Altar ist ein spätgotisches Werk aus der Zeit um 1470.
Im achteckigen Glockenturm mit Zwiebelhaube hängen in einem hölzernen Glockenstuhl zwei historisch bedeutsame Bronzeglocken an Holzjochen.